# Mist (banda)
Mist es una banda holandesa de indie pop formada en 2002. El nombre del grupo (neblina en inglés) define muy bien su propio sonido, tranquilo, suave y ambiental. Ellos mismos han denominado su estilo como Dream Pop. A menudo usan samples electrónicos como acompañamiento y base de ritmo. Antes de Mist, el grupo de líder Rick Treffers se llamaba Girlfriend Misery (entre 1993 y 1996) y Miss Universe (entre 1997 y 2002).

## Historia
Desde sus comienzos, se han convertido en uno de los grupos importantes en la escena independiente europea y también en América Latina. Su primer álbum, We should have been stars fue publicado en 2002 en Alemania por la compañía Tumbleweed Records y posteriormente en México por Astro México y en Chile por Quemasucabeza (esta última edición contiene un tema extra). Sus trabajos han sido editados con posterioridad en los diferentes países donde se ha recibido bien su música.
En 2004, Mist viajó hasta España, Alemania, Francia y Noruega para realizar una gira, que continuaría al año siguiente visitando los mismos sitios y México. En 2005, sale Bye Bye en el sello Astro Discos y en 2008 sale Period (Skipping Records), un disco basado en un proyecto de publicar canciones exclusivamente en línea en 2006 y 2007: Mist:Period. En 2009 Mist actúa por última vez en Holanda, en la sala Paradiso en Ámsterdam, teloneando a Nits. 
En 2015, tras un parón de casi siete años, Mist vuelve con el disco The Loop of Love (Skipping Records), grabado entre Los Países Bajos y España, con músicos de ambos países y bajo la supervisión de Rick Treffers, el compositor de las canciones de Mist. Músicos que tocan en este disco son
José Luis García (Elle Belga, Manta Ray), Antonio José Iglesias (Dwomo), Jeroen Luttikhuis y Ana Béjar. Salen tres videoclips de este álbum, realizados por Vicente Balbastre, Manolo Vázquez y Fermín Sarrión.
En 2017, sale un disco llamado Underwater (Skipping Records) con canciones nuevas, colaboraciones con las cantantes María Rodés y Alondra Bentley, grabaciones en directo, caras B, una remezcla de Machinefabriek y versiones de The Sun Ain't Gonna Shine Anymore (Walker Brothers), At Seventeen (Janis Ian) y The Bell That Couldn't Jingle (Burt Bacharach). El primer sencillo Dark Side va acompañado de un videoclip de Vicente Balbastre con imágenes de la película Tango Durch Deutschland, con el actor Eddie Constantine. El segundo sencillo es una grabación en directo del tema How To Drain the Swamp?, registrado en Las Cuevas de San José en Vall d'Uixò. El último sencillo de Underwater se llama Fade In Fade Out, en versión dueto con Alondra Bentley. Rick Treffers hace giras en España, Holanda y Alemania presentando el repertorio de Mist. A veces en solitario, a veces con músicos españoles: Gilberto Aubán, Lourdes Casany, Sergio Devece, Dani Cardona.A finales del año 2017 anuncia que seguirá publicando música bajo su propio nombre. Esto marca el final de la etiqueta Mist. 
En 2018, Rick Treffers publica Ik wou dat ik jouw leven had, su primera novela en la editorial holandesa Uitgeverij Vreugdenberg.

## Discografía
- 2002 - We Should Have Been Stars
- 2005 - Bye Bye
- 2006/2007 - Mist:Period (edición digital)
- 2008 - Period
- 2015 - The Loop of Love
- 2017 - Underwater

### EP
- 2003 - Dangerous words

### Sencillos
- 2005 - Only for a moment

## Enlaces
- Página oficial del grupo
- Página oficial en MySpace
- Página del sello Astro Discos

- Datos: Q5412475